# Joe Strummer
John Graham Mellor (21. kolovoza 1952. – 22. prosinca 2002.), poznatiji pod pseudonimom Joe Strummer, bio je engleski pjevač, glumac, ritam gitarist i suosnivač punk rock sastava The Clash.
Joe je rođen u Ankari, Turska, od majke medicinske sestre i oca karijernog diplomata. Imao je brata Davida s kojim će provesti djetinjstvo seleći se s jednog mjesta na drugo. Roditelje je viđao rijetko jer je rano poslan u internat. Obrazovanje i škola nisu ga previše zanimali, ali glazba mu je bila veliki interes. Slušao je The Beach Boyse, Rolling Stonese i folk pjevača Woodya Guthriea. Jedno vrijeme imat će i nadimak Woody.
1970. brat David otuđio se od obitelji, priključio Nacionalnom frontu, i kasnije te iste godine počinio samoubojstvo. Joea je to iskustvo jako potreslo, a morao je identificirati bratovo tijelo. Pokušao je studirati, ali nije išlo. Svirao je na ulici jedno vrijeme i u raznim sastavima. Onda je 1976. godine upoznao Micka Jonesa koji ga je htio angažirati kao pjevača svog sastava. Kako se sastav u kojem je tada bio raspao, Joe je prihvatio ponudu. Uskoro im se pridružio Paul Simonon, a kasnije nakon nekoliko promjena i Topper Headon. Jones je grupi dao ime The Clash (Sukob). Grupa je u deset godina djelovanja izdala šest albuma. Njihove pjesme su "White Riot", "Rock The Casbah", "London Calling", i naravno "Should I Stay or Should I Go?"
Grupu su u radu potresala mnoge trzavice. Topper Headon je izbačen zbog ovisnosti o heroinu, a Mick Jones je otišao nakon što je otpušten. Nakon raspada The Clasha, idućih 13 godina proveo je okušavajući se u glumi, mijenjajući glazbene stilove i grupe. Imao je tri braka, iz kojeg je dobio 2 kćeri. Umro je u 50. godini od urođene srčane mane. Sav njegov novac pripao je nejgovoj udovici Lucindi. Godinu dana poslije skupina glazbenika odala mu je priznanje na dodjeli Grammya. Bio je kum Lily Allen.